# Kaukauna
Kaukauna è una città degli Stati Uniti d'America, situata in Wisconsin, nella Contea di Outagamie.